# Nipponaphis machili
Nipponaphis machili är en insektsart som först beskrevs av Takahashi, R. 1933.  Nipponaphis machili ingår i släktet Nipponaphis och familjen långrörsbladlöss. Inga underarter finns listade i Catalogue of Life.